# Polycystis bilobata
Polycystis bilobata är en plattmaskart som beskrevs av Nasonov 1935. Polycystis bilobata ingår i släktet Polycystis och familjen Polycystididae. Inga underarter finns listade i Catalogue of Life.